# Малинов Куст
Малинов Куст (рос. Малинов Куст) — присілок в Сеченовському районі Нижньогородської області Російської Федерації.
Населення становить 25 осіб. Входить до складу муніципального утворення Сеченовська сільрада.

## Історія
Від 2009 року входить до складу муніципального утворення Сеченовська сільрада.

## Населення
| 2002 | 2010 |
| ---- | ---- |
| 15   | ↗25  |